# Podpeč ob Dravinji
Podpeč ob Dravinji je razloženo naselje vaškega značaja na desnem bregu reke Dravinje, na obrobju južnega dela Dravinjskih goric. Naselje upravno spada v Občino Slovenske Konjice. K naselju spadata zaselka Jagodnik in Ključare. Hiše so razpršene vzdolž pobočja vzpetine Ljubične (533 mnm), pod vrhom katere je romarska cerkev Škapulirske matere Božje, ki pa spada pod naselje Zbelovska Gora. 